# Macedonio Melloni
Macedonio Melloni, italijanski fizik, * 11. april 1798, Parma, Italija, † 11. avgust 1854, Portici, Italija.
Melloni je bil med letoma 1839 in 1848 predstojnik Observatorija Vezuv, najstarejšega vulkanološkega observatorija na svetu.
Leta 1835 je izdelal prvo termoelektrično baterijo in odkril toplotno sevanje. 

## Priznanja

### Nagrade
- Rumfordova medalja (1834)